# 加藤紫帆
加藤 紫帆（かとう しほ、1990年 - ）は、日本の法学者。専門は抵触法（国際私法、国際民事手続法）。東京大学社会科学研究所比較現代法部門准教授。国際法学会小田滋賞優秀賞等受賞。

## 略歴
- 2009年 - 愛知県立瑞陵高等学校普通科卒業、名古屋大学法学部法律・政治学科入学[1]。
- 2013年 - 名古屋大学法学部法律・政治学科卒業[1][2]。
- 2015年 - 名古屋大学大学院法学研究科総合法政専攻博士前期課程修了[2]。
- 2018年 - 名古屋大学大学院法学研究科総合法政専攻博士後期課程修了、広島大学大学院社会科学研究科准教授[2]。
- 2020年 - 東京都立大学法学部法学科法律学コース准教授[2]。
- 2023年 - 東京大学社会科学研究所比較現代法部門准教授[3]、東京都立大学大学院法学政治学研究科法曹養成専攻非常勤講師[2]。

## 人物
- 英語、ドイツ語、フランス語に通じる高い語学力を有し、抵触法（国際私法及び国際民事手続法）領域で卓越した研究能力と発信力を有する[1]。
- 平成26年度名古屋大学卒業式では、大学全体の修了生総代として挨拶を述べた[4]。
- 愛知県立瑞陵高等学校陸上競技部（走幅跳）、名古屋大学陸上競技部（短距離走・走幅跳）出身[5][6]。2008年東海高等学校総合体育大会走幅跳2位[7]。2010年全国七大学総合体育大会走幅跳2位・100m4位[8]。2011年全国七大学総合体育大会走幅跳3位[9]。
- もともとは英語学科志望で、法学部進学後も留学生と交流するサークルに入り、大学のプログラムでタイや台湾に訪問した。香港大学への交換留学も予定されていたが取り消しとなり、オーストラリアに留学中、勉強を続けるため大学院進学を決意し[10]、名古屋大学・PhDプロフェッショナル登龍門1期生としてモンゴルやアメリカで研修を受けた[10][11][12]。

## 受賞
- 2015年 - 国際法学会小田滋賞・優秀賞[1]。
- 2016年 - 日本加除出版尾中郁夫・家族法新人奨励賞[1]。
- 2016年 - 名古屋大学学術奨励賞（人文社会系）[13]。

## 著作

### 著書
- 『文化財の不正取引と抵触法』信山社出版 2024年

### 論文
- "Foreign Investment Law in Japan", in Abdelkhaleq Berramdane et Michel Trochu (sous la direction de), Union européenne et protection des investissements Europe, asie-pacifique et amérique latine (Bruylant, 2021) 161-174
- "The UNESCO Cultural Diversity Convention and the WTO: Conflict of Laws as an Analytical Perspective", 広島法学 43(3) 350-320 2020年
- "Recent Developments in Rules on Choice of Court Agreements in Japan: New Codification and Remaining Problems", in Alexander Bruns & Masabumi Suzuki (eds.), Preventive Instruments of Social Governance (Mohr Siebeck, 2017), 173-194